# Charlie Carver
Charlie Carver (nascut com a Charles Carver Martensen; San Francisco, 31 de juliol de 1988) és un actor estatunidenc, conegut pel seu paper de Porter Scavo a la sèrie de televisió d'ABC Desperate Housewives, i com a Ethan a la sèrie de terror per a adolescent de MTV Teen Wolf. Va actuar en la primera temporada de la sèrie d'HBO The Leftovers. El seu germà bessó Max Carver va interpretar el bessó dels seus personatges en les tres sèries.

## Primers anys
Charlie Carver va néixer a San Francisco (Califòrnia) el 31 de juliol de 1988. El seu germà bessó idèntic Max va néixer set minuts més tard, l'1 d'agost. Abans que comencés a actuar professionalment, era conegut com a Charlie Martensen. El seu pare Robert Martensen va ser escriptor i investigador mèdic en història dels Instituts Nacionals de Salut i la seva mare Anne Carver és filantropa i activista. El 1992 Anne Carver i el seu nou marit Denis Sutro es van traslladar amb la família a Calistoga, al comtat de Napa. Va estudiar a l'institut St. Paul de Nou Hampshire, però el va deixar per entrar a l'Acadèmia d'Arts Interlochen de Michigan en el seu segon any. Es va graduar per la Universitat del Sud de Califòrnia el 2012. També va estudiar interpretació al Teatre Conservatori Americà de San Francisco.

## Trajectòria
Carver va debutar com l'esperit bromista Puck en la producció de la seva escola d'El somni d'una nit d'estiu de Shakespeare. El seu debut a la pantalla va ser amb el seu germà en la sèrie de televisió d'ABC, Desperate Housewives, on van interprestar els paper de Porter i Preston Scavo, fills de Felicity Huffman i Doug Savant. Ell i el seu germà vam aparèixer en la tercera temporada de la sèrie Teen Wolf d'MTV com a homes llop bessons – Charlie feia d'Ethan i Max d'Aiden. També van aparèixer en la primera temporada de la sèrie d'HBO The Leftovers. Carver també ha actuat per separat del seu germà. L'han convidat en programes com Hawaii Five-0 i The League. Els seus papers protagonistes en el cinema han inclòs Underdogs, Bad Asses i I Am Michael.

## Filmografia

### Pel·lícules
| Any  | Títol                     | Paper           | Notes        |
| ---- | ------------------------- | --------------- | ------------ |
| 2013 | Underdogs                 | John Handon III | [ 7 ] [ 8 ]  |
| 2014 | Bad Asses                 | Eric            |              |
| 2015 | I Am Michael              | Tyler           | [ 9 ]        |
| 2017 | Fist Fight                | Nathaniel       |              |
| 2017 | A Midsummer Night's Dream | Snug            |              |
| 2018 | In the Cloud              | Jude            |              |
| 2018 | Mr. Real Estate           | Frank Stanton   | Curtmetratge |
| 2020 | The Boys in the Band      | Cowboy          |              |
| 2022 | The Batman                | The Twins       |              |

### Televisió
| Any             | Títol                 | Paper          | Notes                                           |
| --------------- | --------------------- | -------------- | ----------------------------------------------- |
| 2008–2012       | Desperate Housewives  | Porter Scavo   | Paper principal (temporades 5–8); 62 episodis   |
| 2012            | Fred 3: Camp Fred     | Hugh Thompson  | Telefilm                                        |
| 2013            | Restless Virgins      | Dylan          | Telefilm                                        |
| 2013–2014, 2017 | Teen Wolf             | Ethan Steiner  | Paper recurrent (temporades 3 i 6); 20 episodis |
| 2014            | The Leftovers         | Scott Frost    | Paper principal (temporada 1); 5 episodis       |
| 2014            | Hawaii Five-0         | Travis Kealoha | Episodi: "Ka Hana Malu"                         |
| 2015            | The League            | Trophy Kevin   | Episodi: "Trophy Kevin"                         |
| 2017            | When We Rise          | Michael        | Minisèrie                                       |
| 2020            | Ratched               | Huck Finnigan  |                                                 |
| 2022            | American Horror Story | Adam           | 4 episodis                                      |

### Premis i nominacions
| Any  | Premi                                 | Categoria                                  | Obra                 | Resultat | Ref.   |
| ---- | ------------------------------------- | ------------------------------------------ | -------------------- | -------- | ------ |
| 2008 | Premi del Sindicat d'Actors de Cinema | Millor repartiment en una sèrie de comèdia | Desperate Housewives | Nominat  | [ 13 ] |